# Правила кошаркашке игре
Правила кошаркашке игре су јасно одређена и регулишу игру и понашање играча на терену.       

## Кошаркашки терен
Терен на коме се игра кошарка је правоугаоног облика, дугачак је између 22 и 29 метара, а широк између 13 и 15 метара. На оба краја терена се налази усправно постављена табла, која је обично димензија 1 x 2 метра. Ове табле су на различитим теренима различито причвршћене - за зид, за плафон, или на неки други начин. Доњи крај те табле је издигнут од земље и стоји на 2,75 м изнад терена. Обруч од коша је причвршћен за таблу и налази се на 3,05 метара изнад земље. Сваки кош има пречник 46 цм и састоји се од водоравног обруча или металног прстена са кога виси мрежица. 

## Лопта
Лопта која се користи у кошарци обложена је кожом, гумом или неким другим синтетичким материјалом. Тешка је између 570 и 650 грама, а обим је од 75 до 78 цм.

## Судије
Судије стоје један на терену, други на спољној линији терена. Кошарка се игра током четири четвртине, од по 10 минута (у НБА четвртине су по 12 минута). Међутим, меч може да траје и до два сата, јер кад год судија дуне у пиштаљку због начињеног фаула или када лопта изађе из игре, сат се зауставља и не наставља док игра поново не започне. Сат се такође зауставља док се изводе слободна бацања. Након прве две четвртине тимови мењају стране. Ако је на крају игре резултат изједначен, игра се продужетак од пет минута. Ако се деси да и на крају продужетка резултат буде изједначен, игра се још један продужетак, све док један тим не победи.

## Позиције играча
У игри учествују два тима од по пет играча, а на клупи може бити седам резервних играча. Играчи се могу на терену мењати само онда када је сат заустављен због неког прекршаја и кад лопта није у игри. 
На почетку игре два центра (најчешће највиши играчи у тиму), по један из оба тима, скачу за лопту на центру терена. Судија подбацује лопту и оба играча се труде да у скоку захвате лопту руком и да је добаце својим саиграчима који се налазе око њих.Тим који ухвати прву лопту прелази у напад, ка кошу који противнички тим брани. Циљ је да се постигну два или три поена. Играч може лопту приближити противничком кошу тако што ће је додати својим саиграчима или је сам титрати у ходу или трку. Ако играч хода или трчи са лоптом, а не титра је, направио је прекршај који се зове "кораци", и мора да да лопту противничком тиму, који затим прелази у напад. Ако играч након титрања лопте стане и лопту узме у руке, након тога не сме да настави да је титра, већ мора или да шутира на кош или да лопту дода неком од својих саиграча. Играч у игри не сме да се гура, удара или спречава кретање противника и не сме да се понаша неспортски. Због пет (у професионалној кошарци шест) таквих прекршаја (личне и техничке грешке), играч се избацује из игре, а уместо њега у игру улази неко од играча са клупе. У тим случајевима, противнички тим изводи слободно бацање или добија лопту коју изводи изван терена. 
Да би се дискутовале тактике, тренеру сваког тима је дозвољено да затражи један "тајм-аута" у сваком четвртини и по један у сваком продужетку. Тајм-аут траје један минут и сат се током тог периода зауставља. Играчи могу да шутирају (покушају да убаце лопту кроз обруч) са било ког места на терену. На терену је око кошева обележена линија од 6,25 (у професионалној кошарци 7,25) метара. Погодак у кош изван те линије се бодује 3 поена, а погодак из игре у оквиру те линије бодује се два поена. Слободно бацање, које се добија ако неко од противничких играча начини личну или техничку грешку, изводи се са линије која се налази наспрам коша, на 4 метра, и бодује се једним бодом."Рампа" или "блокада" је када један играч спречи играча који покушава да шутира на кош да то изведе, тако што руком загради пут лопти. Блокада је регуларна само кад је лопта у узлазној путањи. Ако се лопта приликом блокирања налази у силазној путањи, начињен је прекршај, па се лопта додељује противничкој екипи.Тим који креће у напад има 24 секунде да тај напад реализује, при том за првих 8 секунди мора да лопту пренесе на противничку половину. Ако се лопта задржи у њиховом поседу дуже од 24 секунди, одузима им се и додељује се противничком тиму. Ни један играч не сме остати у противничком "рекету", делу терена испод коша, дуже од три секунде, док је његов тим у нападу.